# Altisurface
Ne doit pas être confondu avec Altiport.

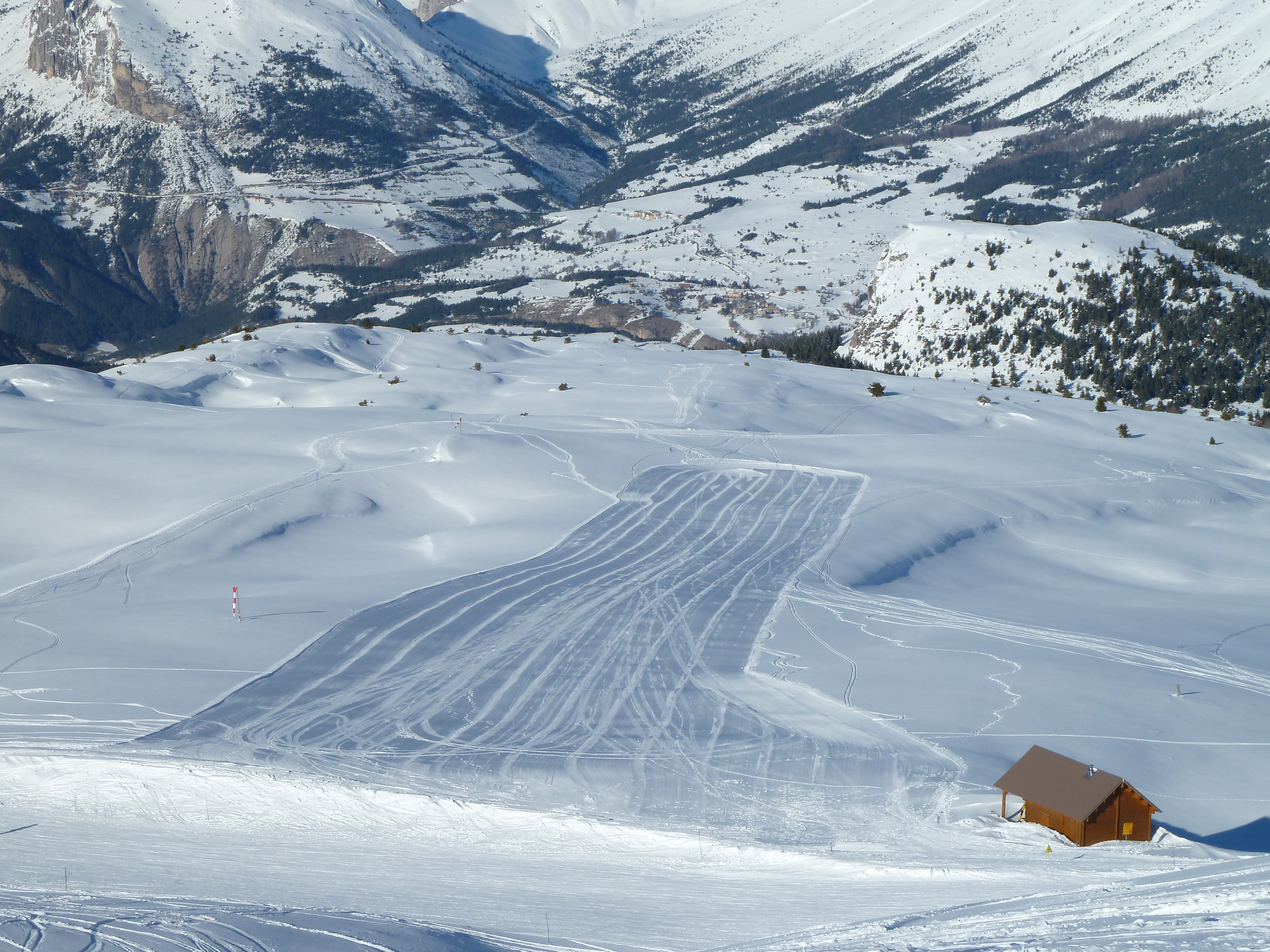
Altisurface de SuperDévoluy

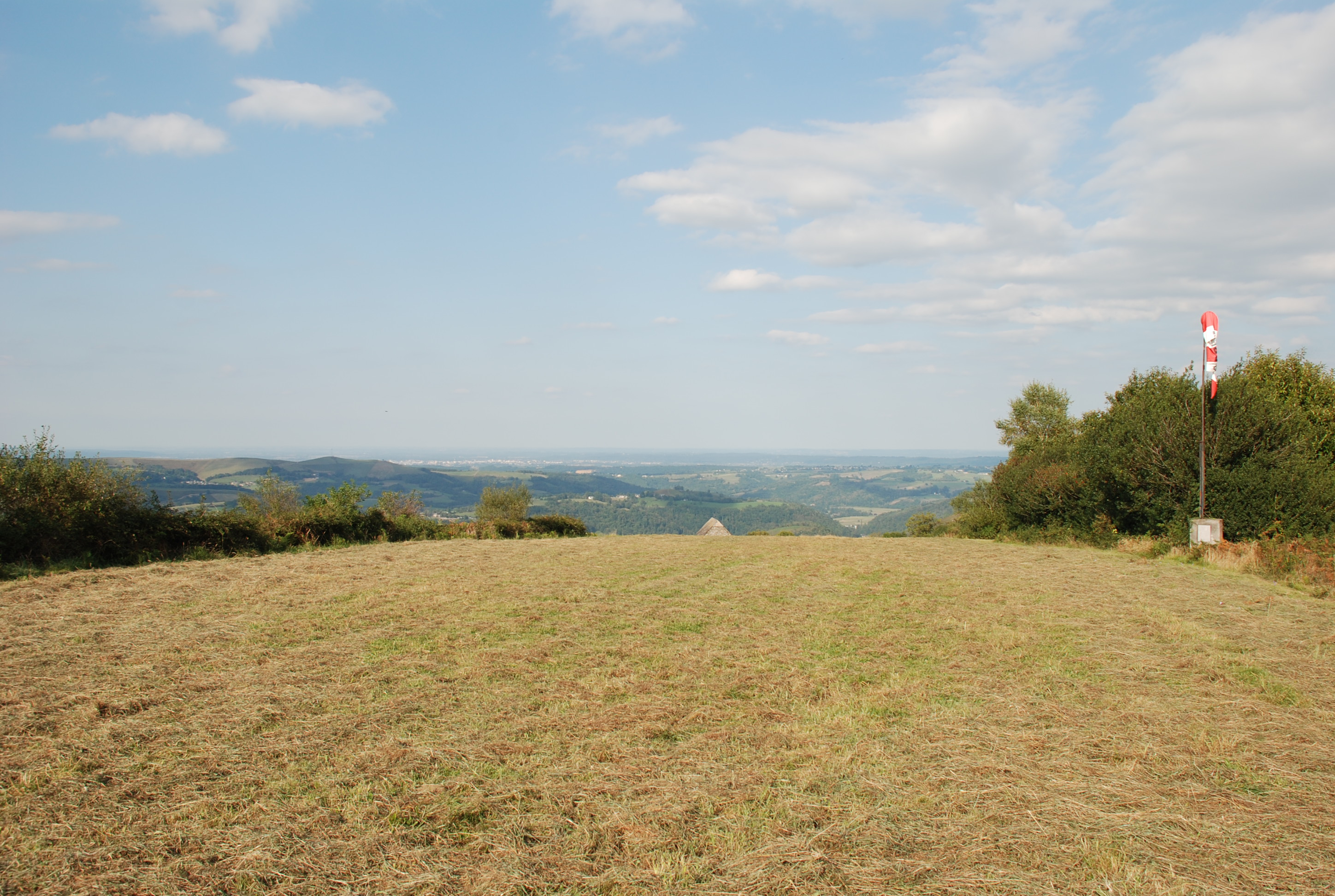
Vue de l'altisurface d'Artigues dans les Hautes-Pyrénées.

Une altisurface, en France, est une piste d'atterrissage en montagne pour avions autre qu'un altiport.
Une altisurface, contrairement à un altiport, n'est pas, au sens légal du terme un aérodrome. Elle ne comporte pas d'indicatif OACI ou AITA, mais est plutôt répertoriée par ce que les Américains appellent un LID (locator ident), sous la forme LFddnn, dd représentant le numéro du département où l'altisurface est située, et nn son rang dans l'ordre des homologations relatives à ce département.
La définition officielle figure dans les publications du Service de l'information aéronautique, précisément en AIP-FRANCE, AD 1.8-0 : « Les altisurfaces sont des emplacements situés en montagne et pouvant être utilisés par certains avions effectuant du travail aérien, du transport à la demande ou des opérations aériennes non commerciales. Ils sont agréés par arrêtés préfectoraux et réservés aux pilotes et avions satisfaisant aux obligations mentionnés au paragraphe 2 ci-après. »
Dans certains autres pays, ce type de plate-forme aéronautique porte un nom différent ; par exemple, en Suisse, on parle de « places d'atterrissage en montagne » ou « Gebirgslandeplätze ».